# Виборчий округ 110
Виборчий округ 110 — виборчий округ в Луганській області, який внаслідок збройної агресії на сході України тимчасово перебуває під контролем терористичного угруповання «Луганська народна республіка», а тому вибори в ньому не проводяться. В сучасному вигляді був утворений 28 квітня 2012 постановою ЦВК №82 (до цього моменту існувала інша система виборчих округів). Внаслідок подій 2014 року в цьому окрузі вибори були проведені лише один раз, а саме парламентські вибори 28 жовтня 2012. Станом на 2012 рік окружна виборча комісія цього округу розташовувалась в будівлі за адресою м. Алчевськ, вул. Липовенка, 20.
До складу округу входять міста Алчевськ і Антрацит, частина Антрацитівського (територія на захід від міста Антрацит) і Лутугинського (все що західніше смт Врубівський) районів. Виборчий округ 110 межує з округом 108 і округом 111 на північному заході, з округом 114 на півночі, з округом 104 на північному сході, з округом 111 на південному сході і на півдні, з округом 108 і округом 61 на південному заході та з округом 54 на заході. Виборчий округ №110 складається з виборчих дільниць під номерами 440009-440013, 440015-440020, 440028, 440179-440185, 440199-440200, 440204-440205, 440627-440680, 440682-440702, 440704-440713, 440716-440737 та 441488.

## Народні депутати від округу
| Ім'я                    | Фото | Партія          | Скликання | Дата набуття повноважень | Дата припинення повноважень |
| ----------------------- | ---- | --------------- | --------- | ------------------------ | --------------------------- |
| Чуб Володимир Євгенович |      | Партія регіонів | 7-ме      | 12 грудня 2012           | 27 листопада 2014           |

## Результати виборів
Кандидати-мажоритарники:
- Чуб Володимир Євгенович (Партія регіонів)
- Жученко Олександр Вікторович (самовисування)
- Бебешко Олександр Миколайович (Комуністична партія України)
- Кириченко Микола Єгорович (самовисування)
- Лисянський Павло Леонідович (УДАР)
- Іванов Дмитро Валерійович (самовисування)
- Горулько Юлія Олександрівна (самовисування)
- Саліхов Артем Романович (Україна — Вперед!)